# August-Graf-von-Platen-Preis
Der August Graf von Platen Literaturpreis ist ein deutscher Literaturpreis, der alle zwei Jahre zu Ehren des in Ansbach geborenen Dichters August Graf von Platen (1796–1835) verliehen wird.

## Geschichte
Der Kulturverein Speckdrumm e. V. (seit 2019 Kulturforum Ansbach e. V.) initiiert und organisiert die Auszeichnung, die von mehreren Sponsoren einschließlich der Stadt Ansbach finanziert wird. Die Auszeichnung ist mit 5.000 Euro dotiert, der Förderpreis mit 1.500 Euro. Alle zwei Jahre werden die Preisträger aus 10 Autoren gewählt, die sich zur LeseLust, einer alljährlich im Frühjahr in Ansbach statt findenden Lesereihe vorstellten. Die Autoren müssen einen fränkischen Bezug aufweisen, in Franken geboren sein, dort leben oder darüber schreiben. Die Jury setzt sich aus den Sponsoren und je einem Vertreter der überregionalen Presse, der Universität Erlangen und des Bayerischen Rundfunks sowie dem vorigen Preisträger zusammen.
Erster Preisträger 2005 war Peter Horst Neumann. 2007 wurde der Preis posthum an Hans Wollschläger verliehen, 2009 erhielt ihn Gerhard Falkner. Der 2009 erstmals vergebene Förderpreis wurde Christiane Neudecker zuerkannt. Im Jahr 2011 ging der Hauptpreis an Fitzgerald Kusz, der Förderpreis an Christian Schloyer. Im Jahre 2013 ging der Hauptpreis an Nora Gomringer, der Förderpreis an Nataša Dragnić. 2015 wurden Gunther Geltinger und Tessa Müller (Förderpreis) ausgezeichnet. Natascha Wodin erhielt 2017 den Hauptpreis. Erstmals wurde 2017 ein Sonderpreis vergeben, der an Thomas Medicus verliehen wurde. Im Jahr 2019 wurde Joachim Sartorius mit dem Hauptpreis ausgezeichnet, Gerasimos Bekas erhielt den Förderpreis. Für sein herausragendes Lebenswerk wird im Juli 2021 Ludwig Fels posthum mit dem Sonderpreis zum August Graf von Platen Literaturpreis geehrt. 2022 würdigt die Jury des August Graf von Platen-Literaturpreises Hanns Zischler für seine unverwechselbare Erzählprosa, sie ehrt aber auch seine kulturellen Verdienste als Geniestreiche eines homme de lettres und Literaturvermittlers im besten Sinn des Wortes. Die Dramatikerin Esther Becker erhält den Förderpreis für ihr Romandebüt Wie die Gorillas.
Im November 2024 wird Thomas Medicus für sein kulturhistorisch reichhaltiges Gesamtwerk und insbesondere für seine im April 2024 erschienene Klaus-Mann-Biographie geehrt. Für seinen Kriminalroman „Reichswald“ bekommt Lucas Fassnacht (alias Lars Sommer) den Förderpreis.

## Preisträger
- 2005: Peter Horst Neumann
- 2007: Hans Wollschläger
- 2009: Gerhard Falkner[7]
- 2011: Fitzgerald Kusz[8]
- 2013: Nora Gomringer[5]
- 2015: Gunther Geltinger
- 2017: Natascha Wodin
- 2019: Joachim Sartorius
- 2022: Hanns Zischler[9]
- 2024: Thomas Medicus[10]

Förderpreisträger
- 2009: Christiane Neudecker
- 2011: Christian Schloyer[8]
- 2013: Nataša Dragnić[5]
- 2015: Tessa Müller
- 2017: –
- 2019: Gerasimos Bekas
- 2022: Esther Becker[11]
- 2024: Lucas Fassnacht (alias Lars Sommer)[10]

Sonderpreisträger
2017: Thomas Medicus für Heimat. Eine Suche
2021: Ludwig Fels (posthum) für sein Lebenswerk